# شهرستان میگس (اوهایو)
شهرستان میگس، اوهایو (به انگلیسی: Meigs County, Ohio) یک سکونتگاه مسکونی در ایالات متحده آمریکا است که در اوهایو واقع شده‌است.